# 斯里蘭卡卡菲爾
斯里蘭卡卡菲爾，是16世紀被葡萄牙商人帶到斯里蘭卡的黑奴，與在印度一樣稱希狄。卡菲爾人講一個以葡萄牙語為根本獨特的克里奧爾語，現在已經滅絕，多数改操僧伽羅語。

## 詞源
卡菲爾這個詞是一個過時的英文術語，指非洲東部和南部海岸的土人。源於阿拉伯語卡菲勒。
今天，卡菲爾人已接受這稱呼，不認為這是一個種族主義污辱。

## 歷史
他們最初是在十五世纪來到斯里蘭卡，雖然他們的確切位置可能永遠不會被確知，但最有可能來自莫桑比克。
當荷蘭殖民者在十七世纪來到，卡菲爾沿著南部海岸肉桂種植園工作。後來印度契約勞工湧入茶園和橡膠園使他们失去工作機會。他們後來加入海軍和成为家庭僱工。

## 宗教
斯里蘭卡卡菲爾最初是穆斯林，但現在目前信仰基督宗教和上座部佛教。